# Place Stuart-Merrill
La place Stuart-Merrill est une voie située dans les quartiers des Ternes et de la Plaine-de-Monceaux du 17e arrondissement de Paris, à la porte de Champerret.

## Situation et accès
La place Stuart-Merrill est desservie par la ligne 3 à la station Porte de Champerret.

## Origine du nom
Elle porte le nom du poète Stuart Merrill (1863-1915).

## Historique
La place est créée et prend sa dénomination actuelle en 1927.

## Bâtiments remarquables et lieux de mémoire
- Le square Jérôme-Bellat.